# Dawny kościół św. Trójcy i klasztor Dominikanów w Łowiczu
Dawny kościół świętej Trójcy i klasztor Dominikanów w Łowiczu – dawny zespół klasztorny Dominikanów znajdujący się w Łowiczu, w województwie łódzkim.
Budowę kompleksu rozpoczęto prawdopodobnie już w 1414 roku. Zachowana do dziś świątynia pochodzi z drugiej połowy XVII wieku. Wnętrza kilkakrotnie przebudowywano i dostosowywano do funkcji jaką pełniły. W latach 1818–1829 były tu koszary, obecnie jest to gmach szkolny (dziś Zespół Szkół Ponadgimnazjalnych nr 1 im. 10 Pułku Piechoty).